# ビュイック・テラーザ
テラーザ (TERRAZA) は、GMが製造、ビュイックブランドで販売されたミニバンである。

## 概要
2004年にGMのオールズモビルブランドが廃止されたことに伴い、その高級ミニバンシルエットの後継車として発売された。
さらに、シボレー、ポンティアック、サターン各ブランドからもそれぞれ姉妹車のアップランダー、モンタナ、リレイが販売されており、生産は全てジョージア州のドラビル工場において行われた。
中国で販売されるビュイック・GL8に次ぎ、ビュイックブランドとしては2番目のミニバンであり、北米市場で販売する初のミニバンとなった。
エンジンは当初、V型6気筒 3.5L LX9型エンジンのみが搭載され、4速オートマチックトランスミッションが組み合わせられた。
2006年モデルからは、V6 3.9L LZ9型エンジンがオプションとして設定された。
さらに、2007年モデルには3.9Lエンジンが標準となり、フレックス燃料車も用意された。また、3.5Lエンジン搭載車のみに用意された四輪駆動モデルは廃止された。
2007年秋には販売が終了し、同年に後継車のエンクレイブが発売された。中国向けでは、現在のGL8がテラーザのフロントグリル等を手直ししたものとして販売されている。